# The Walking Dead: Torn Apart
Pour un article plus général, voir The Walking Dead.
Pour les articles homonymes, voir The Walking Dead.
Chronologie
The Walking Dead: Cold Storage
Cet article présente la liste des web-épisodes Torn Apart de la série télévisée américaine The Walking Dead.

## Synopsis
Les web-épisodes retracent l'histoire de la Bicycle Girl, abattue dans le premier épisode de la série par Rick Grimes (interprété par Andrew Lincoln). C'est un des moments forts sur lequel la narration revient, permettant ainsi de décrire le début de l’épidémie zombie. Hannah est une mère qui tente de sauver ses enfants, alors que l'environnement urbain est rapidement submergé.

## Distribution
- Lilli Birdsell : Hannah
- Rick Otto : Andrew
- Griffin Cleveland : Billy
- Madison Leisle (en) : Jamie
- Rex Linn : Palmer
- Danielle Burgio : Judy

## Généralités
Les webisodes ont tous été mis en ligne le 3 octobre 2011, scénarisés par John Esposito et Greg Nicotero, et réalisés par Greg Nicotero. Elles se retrouvent dans la section extras du DVD de la première saison.

## Webépisodes (2011)

### Épisode 6: titre français inconnu (Everything Dies)
Un autre message du gouvernement indique de fuir la ville vers de grandes villes comme Atlanta. Jamie suggère de prendre la voiture du voisin. Andrew déclare connaître l'emplacement des clefs, et se rend à la cave des voisins. Arrivé à celle-ci, il récupère les clés mais se fait prendre par surprise par deux enfants zombis, qui le dévorent.